# Puccinia vexans
Puccinia vexans ist eine Ständerpilzart aus der Ordnung der Rostpilze (Pucciniales). Der Pilz ist ein Endoparasit von Fouquieria-Arten sowie von Bouteloua-Süßgräsern. Symptome des Befalls durch die Art sind Rostflecken und Pusteln auf den Blattoberflächen der Wirtspflanzen. Sie kommt in weiten Teilen Amerikas vor.

## Merkmale

### Makroskopische Merkmale
Puccinia vexans ist mit bloßem Auge nur anhand der auf der Oberfläche des Wirtes hervortretenden Sporenlager zu erkennen. Sie wachsen in Nestern, die als gelbliche bis braune Flecken und Pusteln auf den Blattoberflächen erscheinen.

### Mikroskopische Merkmale
Das Myzel von Puccinia vexans wächst wie bei allen Puccinia-Arten interzellulär und bildet Saugfäden, die in das Speichergewebe des Wirtes wachsen. Die Aecien der Art besitzen 27–32 × 23–27 µm große, annähernd kugelige und hyaline Aeciosporen. Die zimtbraunen Uredien der Art wachsen beidseitig auf den Blättern der Wirtspflanze. Ihre ebenfalls zimtbraunen Uredosporen sind für gewöhnlich kugelig bis breitellipsoid, 20–30 × 22–29 µm groß und fein stachelwarzig. Die Art weist 34–43 × 26–35 µm große Amphisporen auf, die breitellipsoid bis eiähnlich geformt und haselnussbraun gefärbt sind. Die auf beiden Blattseiten wachsenden Telien der Art sind schwarz, pulverig und früh unbedeckt. Die haselnussbraunen Teliosporen des Pilzes sind zweizellig, in der Regel breitellipsoid und 32–40 × 23–29 µm groß. Ihre Stiele sind hyalin und bis zu 95 µm lang.

## Verbreitung
Das bekannte Verbreitungsgebiet von Puccinia vexans reicht von den Vereinigten Staaten südwärts bis nach Peru und Argentinien.

## Ökologie
Die Wirtspflanzen von Puccinia vexans sind für den Haplonten Fouqueria columnaris und F. splendens sowie Bouteloua breviseta und B. curtipendula für den Dikaryonten. Der Pilz ernährt sich von den im Speichergewebe der Pflanzen vorhandenen Nährstoffen, seine Sporenlager brechen später durch die Blattoberfläche und setzen Sporen frei. Die Art verfügt über einen Entwicklungszyklus mit Telien, Uredien, Spermogonien und Aecien und macht einen Wirtswechsel durch.